# Fulko av Neuilly
Fulko av Neuilly ['nöji'], fr. Foulques, död 1202, var en folkpredikant under medeltiden. Han var präst i Neuilly-sur-Marne, d. 1202, och betraktades som ett helgon. Man tillskrev beröringen med hans kläder en helande kraft, även om han själv varnade för sådan vidskepelse.
På Innocentius III:s uppmaning predikade han 1199 det fjärde korståget.